# オライオン (アルゼンチンのロケット)

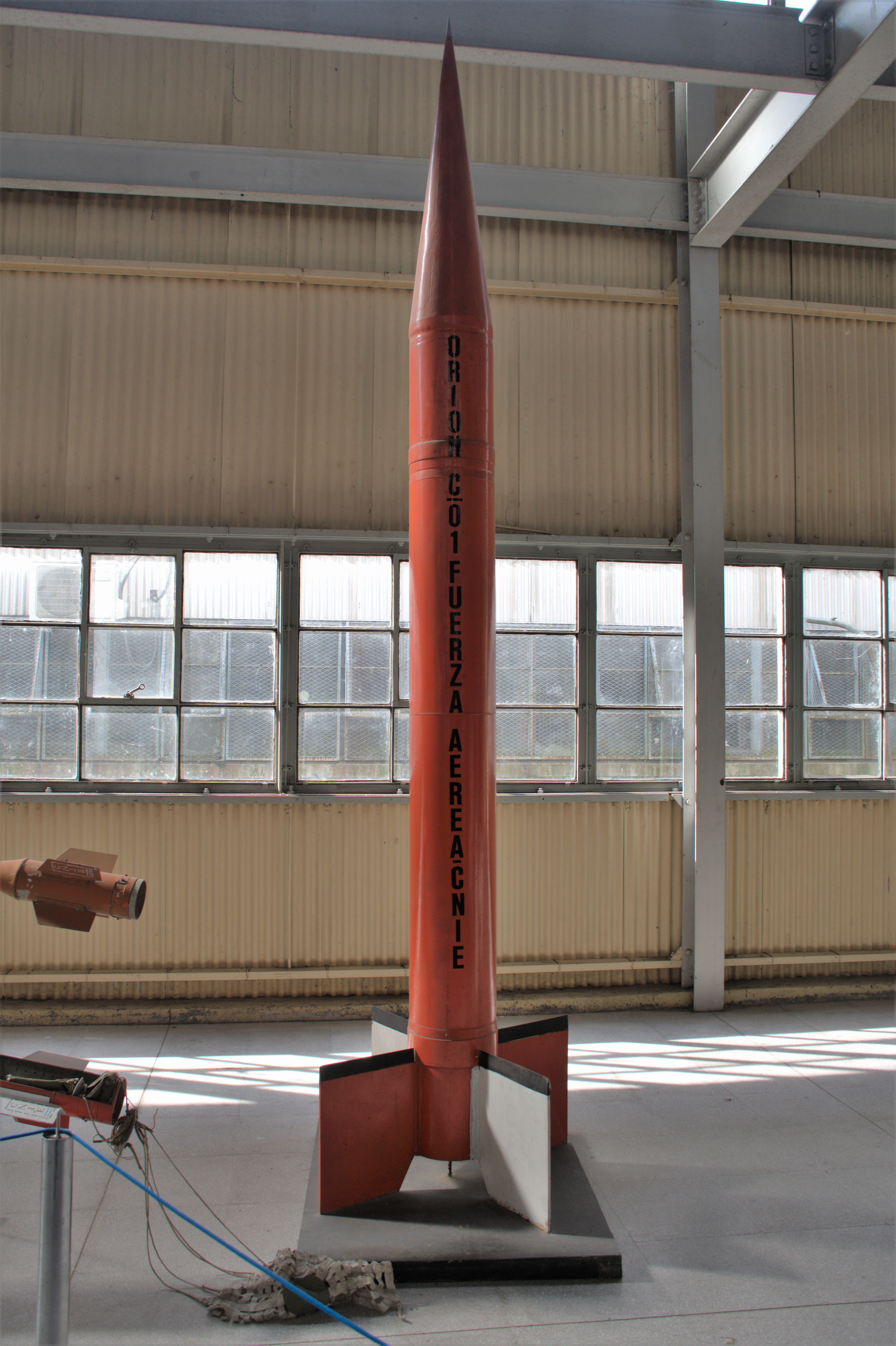

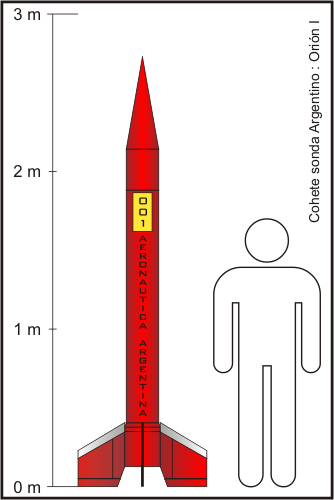
オライオン1

オライオン（Orion）はアルゼンチンの観測ロケット。1965年から1971年に使用された。オライオン1とオライオン2が存在する。

## オライオン1
オライオン1（Orion-1）は技術試験ロケットで、オライオン2に向けたモータとロケット技術を確認した。1965年10月1日と1966年7月1日の2回CELPAにて打ち上げられた。
- 高度：95 km
- 重量：100 kg
- 直径：0.21 m
- 全長：3.00 m
- ペイロード：10 kg（80 kmの弾道軌道）

## オライオン2
オライオン2（Orion-2）は単段式固体燃料観測ロケット。1966年5月19日から1971年12月19日に20回発射され、うち1回失敗している。ロケットの最高速度は548 m/sに達した。
- 高度：95 km
- 重量：100 kg
- 直径：0.21 m
- 全長：3.77 m
- ペイロード：25 kg（160 kmの弾道軌道）